# Дэвенпорт, Джек Артур
Джек Дэвенпорт (англ. Jack Davenport, род. 1 марта 1973), — британский актёр. Известен по роли адмирала Норрингтона в трех частях франшизы «Пираты Карибского моря». Снимался в британских телесериалах «Эта жизнь», и «Любовь на шестерых» и американских телесериалах «Город свингеров», «Вспомни, что будет», «Смэш», «Утреннее шоу». 

## Биография
Сын актёрской четы Найджела Дэвенпорта и Марии Эйткен. Его жена — Мишель Гомес — также актриса. У них есть сын Гарри.
Дэвенпорт не планировал становиться актёром. После завершения учёбы в Колледже Челтнема, он решил взять годичный перерыв. Его актёрская карьера началась, когда выступление Джека во время учёбы в летней театральной школе увидел режиссёр Театра Клвид (Молд, Уэльс). Он был впечатлён игрой Джека Дэвенпорта и пригласил его работать в театре. В возрасте 18 лет он исполнял в Театре Клвид  эпизодические роли в постановке «Гамлета». Там он подружился с актёром Рисом Ивансом.
В следующем году посещал Университет Восточной Англии, специализация — кино и английская литература. В то время он хотел быть членом съёмочной группы, но не актёром. Он в письме попросил приглашение на съёмочную площадку у Джона Клиза на его фильме «Свирепые создания», тот отправил его письмо в отдел кастинга, в результате чего Дэвенпорт получил первую роль в кино. Дэвенпорт нашёл агента, который организовал ему пробы на роль в телесериале «Эта жизнь».
Мировую известность актёру принесла роль в фильмах трилогии «Пираты Карибского моря», в которой он сыграл Адмирала Норрингтона, жениха главной героини Элизабет Суонн (Кира Найтли). Позже он сыграл одну из основных ролей в сериале «Вспомни, что будет» ABC. Сериал планировался как замена популярному сериалу «Остаться в живых», но продлился всего один сезон. В сериале «Утреннее шоу» сыграл роль мужа героини Дженнифер Энистон.
Кроме съемок в кино Дэвенпорт участвовал в записи  аудиоверсии романа Д. Бакена «Тридцать девять ступеней», записал некоторые партии для аудиоверсии романа Энтони Бёрджесса «Заводной апельсин», а так же озвучивал британскую версию рекламы MasterCard.

## Фильмография
- 1996: «Эта жизнь» (en:This Life)
- 1997: «Мотылёк»
- 1997: «Свирепые создания»
- 1998: «Макбет»
- 1998: «Мумия: Принц Египта»
- 1998: «Ультрафиолет»
- 1998: «Мудрость крокодилов»
- 1999: «Клещи»
- 1999: «Похитители печенья»
- 1999: «Талантливый мистер Рипли»
- 2000: «Тайна поместья Уиверн[англ.]»
- 2000—2004: «Любовь на шестерых» (Coupling)
- 2001: «Предместье»
- 2001: «Не испуган, не испуган»
- 2001: «Look»
- 2001: «Цыганка»
- 2001: «Asylum’t»
- 2001: «Преступные ангелы»
- 2001: «Бункер»
- 2002: «Диккенс»
- 2002: «Очень английский гений»
- 2002: «The Showbiz Set»
- 2002: «Настоящая Джейн Остин»
- 2003: «The Boy Who Would be King»
- 2003: «Пираты Карибского моря: Проклятие Чёрной жемчужины»
- 2003: «Героическая»
- 2003: «Валлийский большой побег»
- 2004: «Ужасные поцелуи»
- 2004: «Мисс Марпл», эпизод «Тело в библиотеке»
- 2004: «Распутник»
- 2005: «Удивительное путешествие Мэри Брайант»
- 2005: «Жених напрокат»
- 2005: «A Higher Agency»
- 2006: «Пираты Карибского моря: Сундук мертвеца»
- 2006: «Эта жизнь + 10»
- 2007: «Пираты Карибского моря: На краю света»
- 2008: «Город свингеров»
- 2008: «The Key man»
- 2009: «Рок-волна»
- 2009: «Вспомни, что будет»
- 2012: «Смэш»
- 2013: «На последнем дыхании (сериал)»
- 2015: «Kingsman: Секретная служба»
- 2015: «Герника» — Василь Мицкевич, советский журналист
- 2015: «Жизнь в квадратах»
- 2019: «Почему женщины убивают»
- 2019: «Утреннее шоу»

## Продюсерские работы
- 1999: «Клещи» — исполнительный продюсер
- 2001: «Предместье» — исполнительный продюсер